# Eugenia tachirensis
Eugenia tachirensis är en myrtenväxtart som beskrevs av Julian Alfred Steyermark. Eugenia tachirensis ingår i släktet Eugenia och familjen myrtenväxter.
Artens utbredningsområde är Venezuela. Inga underarter finns listade i Catalogue of Life.